# Piratería en línea
Para otras acepciones véase cracker (desambiguación).

El logotipo de The Pirate Bay, una alusión a la imagen estereotípica de la piratería.

La piratería en línea, piratería informática o piratería en Internet es la práctica de descargar y/o distribuir contenido protegido por derechos de autor digitalmente sin permiso, como música o software. El principio detrás de la piratería es anterior a la creación de Internet, pero su popularidad en línea surgió junto con Internet. A pesar de su ilegalidad explícita, muchos usuarios siguen practicando la piratería en línea debido a razones éticas o su facilidad de acceso y uso. Suele generalmente apoyarse de una computadora o un soporte tecnológico para estas acciones.

## Tipos de piratería
- Piratería de software.

- Piratería de música.

- Piratería de anime.

- Piratería de videojuegos.

- Piratería de películas.

- Piratería de publicaciones científicas.

## Cultura libre
La piratería no debe confundirse con lo que se ha dado en llamar cultura libre que aboga y promueve la libertad en la distribución y modificación de trabajos creativos amparado en licencias específicas. Para ello se basa en el principio del contenido libre para distribuir o modificar trabajos y obras creativas, usando Internet así como otros medios. Las personas que apoyan esta cultura comparten y distribuyen obras en dominio público, además de crear obras artísticas bajo licencias del tipo: copyleft y Creative Commons. En los contenidos relativos a código fuente de programación se utilizan licencias de software libre como las licencias GPL o Apache por nombrar alguna de ellas.
Existe mucho contenido: libros, música, películas y programas informáticos que se comparte en la red, ya sea en redes de pares o archivos alojados en la red, que son completamente legales y se fomenta su distribución y redistribución en forma libre y gratuita, ya que ese es su objetivo.

## Controversia
Una infracción de derechos de autor, infracción de copyright o violación de copyright es un uso no autorizado o prohibido de obras cubiertas por las leyes de derechos de autor, como el derecho de copia, de reproducción o el de producir una obra derivada.
También es habitual el uso del término piratería, a menudo de forma peyorativa, para referirse a las copias de obras sin el consentimiento del titular de los derechos de autor.
El informático Richard Stallman y el experto en propiedad intelectual Eduardo Samán, entre otros, argumentan que el uso de la expresión "piratería" para referir a las copias no autorizadas es una exageración que pretende equiparar el acto de compartir con la violencia de los piratas de barcos, criminalizando a los usuarios. La Free Software Foundation incluye esta acepción del término en su nómina de expresiones a evitar en materia de derechos de autor.
En suma, la piratería consiste en copiar ilegalmente: libros, música, películas, software y videojuegos.

## Otras acepciones
La asociación del término pirata con el neologismo hacker es incorrecta, aunque su uso es generalizado tanto por la prensa, literatura de ciencia ficción o películas como traducción literal. Piratería es definido como práctica de saqueo organizado o bandolerismo, todo lo contrario a la definición de ser un hacker, que en su sentido original se refiere a una persona creativa, que le apasiona el conocimiento, descubrir o aprender nuevas cosas, y entender su funcionamiento.